# أرييل مونتينيغرو
أرييل مونتينيغرو (بالإسبانية: Ariel Montenegro)‏ هو لاعب كرة قدم أرجنتيني في مركز الوسط، ولد في 3 نوفمبر 1975 في بوينس آيرس في الأرجنتين. لعب مع إنديبندينتي وخميناسيا خوخوي ونادي أتليتيكو بيلغرانو ونادي إيركوليس ونادي بونتيفيدرا ونادي سان لورينزو ونادي قرطبة ونومانسيا.

## وصلات خارجية
- أرييل مونتينيغرو على موقع قاعدة بيانات كرة القدم.إي يو (الإنجليزية)